# Knutby församling
Knutby församling var en församling i Uppsala stift och i Uppsala kommun i Uppsala län. Församlingen uppgick 2010 i Knutby-Bladåkers församling.

## Administrativ historik
Församlingen har medeltida ursprung.
Församlingen utgjorde under medeltiden ett eget pastorat för att sedan åtminstone från 1500-talet till 1974 vara moderförsamling i pastoratet Knutby och Faringe som 1962 utökades med Edsbro och Bladåkers församlingar. Från 1974 till 2010 var den annexförsamling i pastoratet Almunge, Knutby, Faringe och Bladåker. Församlingen uppgick 2010 i Knutby-Bladåkers församling.

## Kyrkor
- Knutby kyrka